# Schloßböckelheim
Schloßböckelheim là một đô thị thuộc huyện Bad Kreuznach trong bang Rheinland-Pfalz, phía tây nước Đức. Đô thị Schloßböckelheim có diện tích 4,76 km², dân số thời điểm ngày 31 tháng 12 năm 2006 là 403 người.